# Хумбель, Рут
Рут Хумбель (нем. Ruth Humbel; род. 23 июля 1957, Баден, кантон Аргау, Швейцария) — швейцарский политик (CVP), член Федерального собрания Швейцарии. Трижды (в 1978, 1981 и 1985 годах) становилась бронзовым призёром в эстафете на чемпионатах мира по спортивному ориентированию.

## Личная жизнь
Рут с семьей живёт в коммуне Бирменсторф в Швейцарии Замужем за историком, доктором Битом Нёфом (Beat Näf). Воспитывает двух детей — Флавию (род. 1991) и Фабиана (род. 1994). В настоящее время сменила фамилию на Хумбель-Нёф.

## Спортивная карьера
Хумбель пять раз становилась чемпионкой Швейцарии в спортивном ориентировании. С 1975 по 1987 входила в состав национальной команды страны, семь раз принимала участие в мировых чемпионатах.
В 1976 году на чемпионате мира, проходившем в шотландском городе Авиемор (Aviemore) она заняла 19 место на индивидуальной дистанции.
Через два года, на следующем чемпионате в Конгсберге Хумбель участвовала в соревнованиях на индивидуальной дистанции, где она была 13-й и в эстафете. Швейцарская команда в упорной борьбе выиграла бронзовую медаль, уступив сборной Финляндии и Швеции, и лишь на две секунды опередив команду Норвегии. Вместе с Рут Хумбер в эстафетной команде бежали Рут Баумбергер (на первом этапе) и Ханни Фрис (на заключительном третьем этапе).

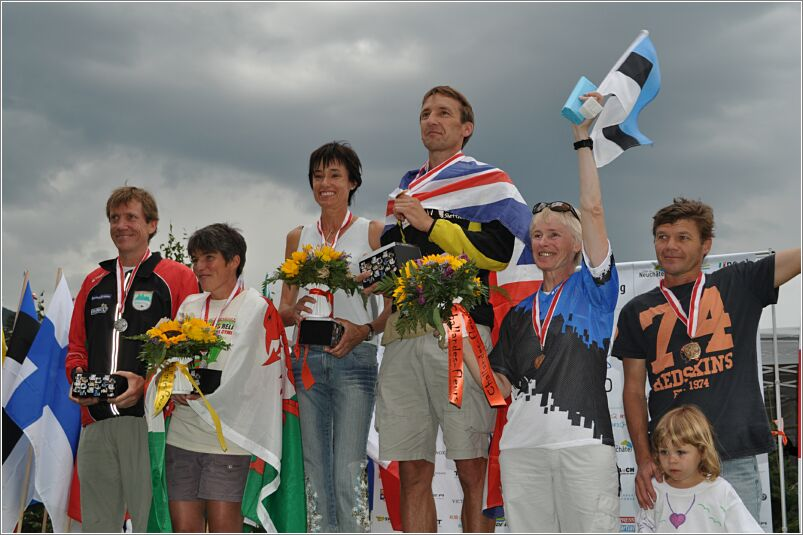
Рут Хумбель на чемпионате мира среди ветеранов 2010. Награждение победителей и призёров в спринте

На чемпионате мира 1979 года в финском Тампере Хумбель была 25 на индивидуальной дистанции и заняла пятое место в составе эстафетной команды.
В 1981 году чемпионат мира проходил на родине Хумбель в Туне, в Швейцарии. Здесь Хумбель показала свой лучший результат в индивидуальной дисциплине на чемпионатах мира, став четвёртой. Женская эстафетная команда Швейцарии (Рут Шмидт, Аннелис Майер, Ирена Бухер и Рут Хумбель) заняла третье место, уступив сборным Швеции и Финляндии.
В Венгрии, на чемпионате 1983 года она показала 31 результат на индивидуальной дистанции и была пятой в эстафете. Через два года в австралийском Бендиго заняла 28 место на индивидуальной дистанции и выиграла бронзу в составе эстафетной команды. Её последнее появление на чемпионатах мира приходится на 1987 год, когда чемпионат мира проходил во Франции. Рут Хумбель показала 18 результат в индивидуальной программе и шестой в эстафете.
До сих пор принимает участвует по ветеранской группе в соревнованиях по ориентированию.
Стала победительницей по группе W50 на чемпионате мира среди ветеранов 2010 года на обеих дистанциях — длинной и спринте.

## Политическая карьера
В период 1978—1981 работает учителем начальных классов. С 1982 по 1987 — учёба в Университете Цюриха на юридическом факультете.
С 1981 по 2003 Рут Хумбель была членом (нем. Grossrätin) парламента кантона Аргау (нем. Kantonsparlament).
В 2003 году выбрана в Национальный совет Швейцарии (нижнюю палату парламента Швейцарии) и ещё раз переизбрана в 2007 году. В национальном совете представляет кантон Аргау и Христианско-демократическую народную партию Швейцарии, член комиссии по вопросам социального обеспечения и здравоохранения (нем. Kommission für soziale Sicherheit und Gesundheit) и Staatspolitische Kommissionen.